# Insurrection (groupe)
Pour les articles homonymes, voir Insurrection (homonymie).
Insurrection est un groupe de rock français, originaire de Châteauroux, dans l'Indre. Formé en 1998, le groupe joue un rock identitaire (n'étant pas un style de musique mais un ensemble de style tous identitaires), dont les sonorités vont du hardcore au nu metal.

## Biographie
Insurrection est formé en 1998 à Châteauroux, dans l'Indre, par trois militants du FNJ managés par Paul Thore, une figure locale du militantisme dit d'extrême droite, nationaliste et catholique. Ils sont d'opinion national-catholique et royaliste. Les thèmes les plus répandus sont: le catholicisme, la société de consommation, l'avortement, la défense de l'Europe, ainsi que le rejet du métissage ethnoculturel et d'autre.
Le groupe publie son premier EP intitulé N.C.H.C.. Il suit deux ans plus tard, en 2001, par la sortie de leur premier album studio intitulé Honneur, fidélité au label Bleu Blanc Rock. La couverture de l'album montre une fleur de lys argentée sur fond rouge et noire représentant les racines chrétiennes du groupe.
Après un certain temps passé en prison, le leader d'Insurrection fait paraitre Radikalcore en 2005. Encore trois ans plus tard, en 2008, sort l'album Ne plus subir.
Insurrection fait partie des groupes de rock identitaires les plus engagés dans l'action politique de terrain.

## Membres
- David - basse
- Kluk - batterie
- Le Lapin Hardcorigène (pseudonyme de Pierre-Louis Mériguet[6]) - guitare, chant
- Le Bûcheron

## Discographie
- 1999 : N.C.H.C. (EP)